# Suburban Records
Suburban Records is een onafhankelijk platenlabel uit Nederland. In 1999 werd Suburban Records, het huislabel van Suburban Marketing & Distribution, opgericht om bands als Peter Pan Speedrock, El Guapo Stuntteam, Hermano, Astrosoniq, Keith Caputo en recenter Shaking Godspeed, Paceshifters, Black Bottle Riot en Gingerpig een thuis te bieden.

## Artiesten
- Asylum On The Hill
- Automatic Sam
- Birth of Joy
- Black Bottle Riot
- Cooper
- The Ettes
- Exile Parade
- Gingerpig
- El Guapo Stuntteam
- Hermano
- Hydromatics
- Incense
- Keith Caputo
- Kingfisher Sky
- Miss Moses
- Monomyth
- Orgaanklap
- Paceshifters
- Pale
- Peter Pan Speedrock
- Repomen
- Shaking Godspeed
- Sisters of Suffocation
- The View
- Wasted Bullet